# (21022) Ike
(21022) Ike es un asteroide perteneciente al cinturón de asteroides descubierto el 2 de febrero de 1989 por Tsutomu Seki desde el Observatorio de Geisei (Geisei, Japón).

## Designación y nombre
Designado provisionalmente como 1989 CR, fue llamado así por Koichi Ike (n. 1925) quien nació en la ciudad de Tosa en la prefectura de Kochi. Se interesó por la astronomía leyendo revistas científicas cuando era niño en la escuela primaria. Es amigo y asistente del descubridor desde hace mucho tiempo, y trabajó junto con Ike en la investigación y observación astronómica.

## Características orbitales
Ike está situado a una distancia media del Sol de 2,563 ua, pudiendo alejarse hasta 3,213 ua y acercarse hasta 1,913 ua. Su excentricidad es 0,254 y la inclinación orbital 25,009 grados. Emplea 1498,54 días en completar una órbita alrededor del Sol.

## Características físicas
La magnitud absoluta de Ike es 13,30. Tiene 8,111 km de diámetro y su albedo se estima en 0,203. 